# Lagenaria guineensis
Lagenaria guineensis är en gurkväxtart som först beskrevs av George Don jr, och fick sitt nu gällande namn av Charles Jeffrey. Lagenaria guineensis ingår i Flaskkurbitssläktet som ingår i familjen gurkväxter. Inga underarter finns listade i Catalogue of Life.